# Manoir de Kéraly
Le manoir de Keraly est un édifice situé à Bubry, en France.

## Situation
Le manoir est situé sur le territoire de la commune de Bubry, au lieu-dit Keraly, dans le département du Morbihan, en région Bretagne.

## Description
Construit en moellons et pierre de taille de granite, le manoir date du XVe siècle; une façade a été restaurée en 1702, avec une baie de réemploi et des trous de boulins. Il est composé de deux corps de logis alignés, de hauteur et profondeur différentes, comportant un étage carré et un étage de comble. La partie ouest a été édifiée fin du 18e siècle. Leur toiture à longs pans, à noue, croupe et pignon découvert, est recouverte d'ardoises et de chaume. Sa tour quasi hors-œuvre sur la façade postérieure abrite un escalier à vis[réf. nécessaire]. Une chapelle seigneuriale datant de la fin du XVe siècle, une tourelle de défense de la même époque et une grange datée de 1783 entourent le manoir. Donnant sur la route, un mur d'entrée, daté de 1792 et possédant deux eschaliers, donne accès au manoir par une grande allée bordée de hêtres.

## Histoire
Le manoir date du XVe siècle est la propriété de la famille Keraly et de ses descendants depuis 600 ans, sans avoir été vendue. Guillaume de Keraly identifié à la Montre de Vannes en 1422 était déjà seigneur de Keraly (époux de Jeanne de Saint-Nouan, châtelaine de Kernivinen), puis de Charles de Keraly et d'Olivier de Keraly en 1442. On trouve ensuite Charles de Keraly (en 1604), François de Keraly (de 1620 à 1627), Jean de Keraly (en 1666), Jean de Toulboudou (en 1698 et en 1708), Germain de Madière et Jacquette de Toulboudou (en 1756). En 1770, le manoir appartient à M. des Hôtes, procureur du roi à Quimperlé. On y trouve une chapelle privée et un colombier. Il est aujourd'hui la propriété de la famille Lalau-Keraly. Un moulin existait autrefois dans la vallée de la Sarre.
Il est inscrit à l'inventaire général du patrimoine culturel en 1967.